# Jîrova, Jîdaciv
Jîrova (în ucraineană Жирова) este localitatea de reședință a comunei Jîrova din raionul Jîdaciv, regiunea Liov, Ucraina.

## Demografie
Componența lingvistică a localității Jîrova
     Ucraineană (99,86%)
     Alte limbi (0,14%)
Conform recensământului din 2001, majoritatea populației localității Jîrova era vorbitoare de ucraineană (99,86%), existând în minoritate și vorbitori de alte limbi.